# Svartbrun mjölbagge
Svartbrun mjölbagge (Tribolium destructor) är en 5 mm lång mörkbrun och avlång skalbagge som äter mjöl- och grynprodukter. Den importerades av misstag till Sverige under 1940-talet med spannmålsprodukter från varmare länder. Det är inte helt ovanligt att de kommer så långt som till hem och kan vandra i rör mellan lägenheter. Har en mjölbagge kommit in i ett kök kan den lägga hundratals ägg som kläcks till små gula larver för att sedan bli skalbaggar.  
För att ta död på mjölbaggarna kan den angripna maten frysas i några timmar.